# 쇼어디치

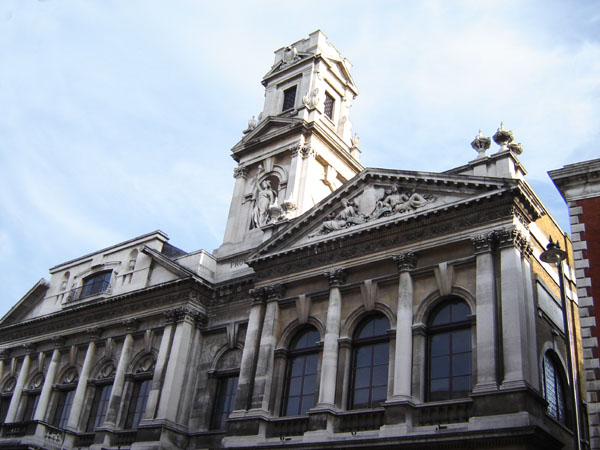
쇼어디치 타운 홀

쇼어디치(영어: Shoreditch)은 잉글랜드 런던 북동쪽 및 중부에 위치한 지역이다. 행정 구역 상으로 해크니구와 타워햄리츠구에 속해있다.

## 역사
1800년부터 제 2차 세계 대전까지 쇼어디치와 극장과 음악 홀이 유명했다.
1970년대 쯤부터 제조업의 쇠퇴 등으로 19세기 말까지 쇼어디치는 범죄, 매춘, 빈곤의 상징이었다. 이로 인해, 빈곤층이 많은 지역이었지만 임대료가 쌌기 때문에 1990년대 후반부터 예술가가 살기 시작했다.
2008년경부터 IT 업계의 신생 기업들이 속속 유입되고, 정부가 발표 이스트 런던 테크 시티 구상을 계기로 2010년경에는 기업 수가 급증하였다.